# Peru International 2002
Die Peru International 2002 im Badminton fanden im April 2002 statt.

## Sieger und Platzierte
| Disziplin    | Gold                              | Silber                          | Bronze                           |
| ------------ | --------------------------------- | ------------------------------- | -------------------------------- |
| Herreneinzel | Tjitte Weistra                    | Eric Go                         | Rodrigo Pacheco                  |
| Herreneinzel | Tjitte Weistra                    | Eric Go                         | Guillermo Perea                  |
| Dameneinzel  | Corina Herrle                     | Elie Wu                         | Sandra Jimeno                    |
| Dameneinzel  | Corina Herrle                     | Elie Wu                         | Lorena Blanco                    |
| Herrendoppel | Mike Chansawangpuvana Eric Go     | Rodrigo Pacheco Guillermo Perea | Kerwyn Pantin Anil Seepaul       |
| Herrendoppel | Mike Chansawangpuvana Eric Go     | Rodrigo Pacheco Guillermo Perea | Israel Gutierrez Luis Lopezllera |
| Damendoppel  | Felicity Gallup Joanne Muggeridge | Corina Herrle Caren Hückstädt   | Ximena Bellido Lorena Blanco     |
| Damendoppel  | Felicity Gallup Joanne Muggeridge | Corina Herrle Caren Hückstädt   | Mesinee Mangkalakiri Elie Wu     |
| Mixed        | Tjitte Weistra Doriana Rivera     | Rodrigo Pacheco Lorena Blanco   | Eric Go Elie Wu                  |
| Mixed        | Tjitte Weistra Doriana Rivera     | Rodrigo Pacheco Lorena Blanco   | Javier Jimeno Sandra Jimeno      |